# 瑪麗與魔女之花
《瑪麗與魔女之花》（日语：メアリと魔女の花）是由米林宏昌所執導，改編自英國作家瑪麗·史都華在1971年發表的兒童小說《小掃帚》（The Little Broomstick），在2017年夏季上映的日本電影動畫。
此為米林宏昌離開吉卜力工作室後首次發表的動畫作品，負責製作的動畫工作室Studio Ponoc由西村義明所成立，也是過去米林宏昌拍攝吉卜力動畫《回憶中的瑪妮》的影片製作人。多名先前曾與米林和西村合作過的人士，有在此作品裡再次一同攜手，如曾擔任《回憶中的瑪妮》配樂的村松崇繼負責此片的音樂創作，和西村義明在另部吉卜力動畫《輝耀姬物語》合作過的坂口理子也協助這部動畫劇本方面撰寫。。
電影最早於2017年7月8日在日本發行，後於其他國家上映，電影獲得的總體評價褒貶不一，美術與配樂獲得評論家的好評，但是評論家普遍對視覺動畫與吉卜力工作室相似的部份看法不一，同時批評故事內容缺乏亮眼的焦點。

## 劇情
一名紅髮女孩偷走魔法王國「夜間飛行」的種子而被追殺著，最終她力量耗盡而落到地面，夜間飛行的種子因此而散落。
時光流逝，一名同樣紅髮的11歲的女孩瑪麗因搬家緣故，來到她叔母夏洛特的房館開始新生活，並且在新環境認識了一名叫彼得的少年。
某天夜晚瑪麗在追逐彼得所飼養的貓咪過程當中，來到了一處森林裡。在森林中瑪麗看到了每隔7年時間才盛開一次、名為「夜間飛行」的神奇花朵，好奇之下瑪麗便摘了一朵帶回自己的房間裡。
之後瑪麗把夜間飛行的不可思議力量用在掃帚上，她便藉著魔力掃帚飛行到藏在天空雲海內的魔法大學，就此展開了一段不可思議經歷。

## 角色
| 角色                   | 角色 | 描述 | 配音       | 配音   | 配音              | 配音          |
| 名稱                   | 原名 | 描述 | 日語       | 粵語   | 国语 （中国大陆） | 国语 （台灣） |
| ---------------------- | ---- | --- | ---------- | ------ | ----------------- | ------------- |
| 瑪麗·史密斯            |      | 作品主角，是一名有著紅髮、臉上長有雀斑的11歲女孩。 有著旺盛好奇心的個性，因得到來自於魔法世界的花朵而捲入異想不到的經歷。           | 杉咲花     | 蘇麗珊 | 佟心竹            | 張乃文        |
| 彼得                   |      | 性格和順、平時有送報打工的12歲少年。 他因瑪麗的緣故被捕抓到魔法學院裡，與瑪麗一同捲入了事件。                                       | 神木隆之介 | 陳仕文 | 李兰陵            | 江志倫        |
| 夏洛特（老年）         |      | 為一棟紅色房館的女主人，是瑪麗的叔母。                                                                                              | 大竹忍     | 龍寶鈿 | 李慧敏            | 馮嘉德        |
| 班克斯                 |      | 負責打理紅色房館家務的幫傭。 | 渡邊惠里   | 謝月美 | 马程              | 錢欣郁        |
| 賽貝蒂                 |      | 紅色房館的園丁。 | 遠藤憲一   |        | 高增志            | 李香生        |
| 提夫                   |      | 由彼得飼養的黑色貓咪。 | 大谷育江   |        |                   |               |
| 吉普                   |      | 由彼得飼養的灰色貓咪。 | Lynn       |        |                   |               |
| 曼波楚克夫人           |      | 是瑪麗所闖入的魔法世界裡頭，管理魔法學院「恩多星大學」（）的校長。 年輕時因醉心於夜間飛行的力量，而性格逐漸扭曲。                   | 天海祐希   | 莫蒨茹 | 刘芊含            | 崔幗夫        |
| 德依博士               |      | 任於魔法學院的科學家，外形身形矮小，常坐在外形奇異的載具上行動。 年輕時便常與曼波楚克夫人一同行動，也同樣想追求夜間飛行的神奇能量。 | 小日向文世 | 龍天生 | 陆建艺            | 符爽          |
| 弗拉納根               |      | 在魔法學院裡掃帚小屋的看守員。 | 佐藤二朗   | 高翰文 | 冯盛              |               |
| 紅髮魔女（少女夏洛特） |      | 與瑪麗同樣有著紅色頭髮的魔女，實為年輕時期的夏洛特。 她為了阻止曼波楚克夫人和德伊博士所作的爭議研究與實驗，偷走了夜間飛行。         | 滿島光     |        | 伍凤春            | 魏晶琦        |

## 製作

### 過程
過去米林宏昌與西村義明在製作《回憶中的瑪妮》時期，管理吉卜力工作室的鈴木敏夫私下曾向他們透露出，吉卜力已有面臨到需要解散動畫製作部門的情況。在得知工作室的問題狀況後，西村義明曾詢問過米林宏昌在部門即將解散的局勢下，是否仍有意願繼續拍攝長篇電影動畫，對此米林宏昌向對方答覆出內心仍有想再拍一部作品的念頭。《回憶中的瑪妮》上映結束後，米林宏昌與西村義明在2014年12月選擇退出吉卜力。離開吉卜力後，西村義明開始著手進行將英國作家瑪麗·史都華的兒童小說《小掃帚》改編成動畫之企劃。
2015年因西村義明過去與吉卜力導演高畑勳合作的《輝耀姬物語》被提名為第87屆奧斯卡金像獎最佳動畫作品因素，仍代表了吉卜力前去美國參加會場典禮。雖然《輝耀姬物語》最後未獲獎，但當時同樣有入圍且也沒獲獎的動畫《馴龍高手2》的導演迪恩·戴布洛伊，在獎後聚會時表示著：前來製作《馴龍高手2》的創作群都是世界上最優秀人才，背後也有願意出大筆經費的上司老闆，對他來說《馴龍高手2》才是最棒作品的以上一番發言，讓西村義明聯想到吉卜力反而要解散動畫製作部門的情況，便興起另自行成立工作室的念頭。回到日本後西村義明開始進行有關新工作室的計劃，之後在當年4月期間成立了個人工作室Studio Ponoc，並邀請米林宏昌加入。
米林宏昌成為Studio Ponoc的一份子後，西村義明將他之前所挑選的《小掃帚》介紹給米林宏昌來改編成動畫，並將此定位為雖然和過去吉卜力動畫《魔女宅急便》同樣是內容有著魔女出現，但是是個全新不同風格的魔女動畫。在改編題材敲案後，米林宏昌想在新作品上呈現出偏向動態方面的表現，不同於過去的靜態風格作品《回憶中的瑪妮》。
在過去曾與米林宏昌與西村義明共事的吉卜力主要人物方面，宮崎駿得知兩人要繼續拍攝長篇動畫後便表示著請他們要抱持覺悟，和宮崎駿相同鈴木敏夫也回應出請他們要好好堅持下去，高畑勳則表示著請他們就當作是替他完成過去與宮崎駿想將《小尼莫》改編成電影動畫的念頭心願。
《瑪麗與魔女之花》完成時，米林宏昌與西村義明有回到吉卜力報告相關情況，當時宮崎駿回應著雖然沒有想看這部片的意願，但認為米林他們做了相當大的努力。鈴木敏夫個人則恭喜他們擺脫了在吉卜力招牌之下的約束，完成了一部很好的影片。而一向不喜愛奇幻題材電影的高畑勳，也對此作品抱持著不錯的印象。

### 主題
就米林宏昌而言，此影片繼承著他過去待在吉卜力的目的，就是做出適合孩子們觀賞，以及成人觀眾看了也會開心的作品。與過去自己執導過的前兩部作品《借物少女艾莉緹》、《回憶中的瑪妮》相比之下，米林宏昌認為這三部影片的共同點都有採用到能讓當觀眾試著替劇中主角打氣時，觀眾心裡也能有感受到一同邁進的表現手法。
劇本創作者之一坂口理子方面，當時她與其他成員所討論出，對於故事宗旨一致的方向是不想把劇情弄成是「魔法無所不能」這樣的故事，相對地想傳遞出「魔法雖然什麼都辦得到，但是不是有哪裡錯了」的如此訊息。
另外對於西村義明來說，作品裡包含了三個主軸。一個是瑪麗在失去藉由花所獲得的魔力後，要如何在受創的心情下成長；另一個是失去吉卜力後的米林宏昌，就如同劇中瑪麗的情境，想看著他個人會用何種方法來做出表現；最後一個是作品內容彷彿像活在當下人們的寫造，劇情裡瑪麗所經歷的冒險就像諷刺人類總是不斷重演歷史，其中紅髮魔女就像過去人們的代表，要將事物託付給像是代表著未來的瑪麗身上。

### 畫面

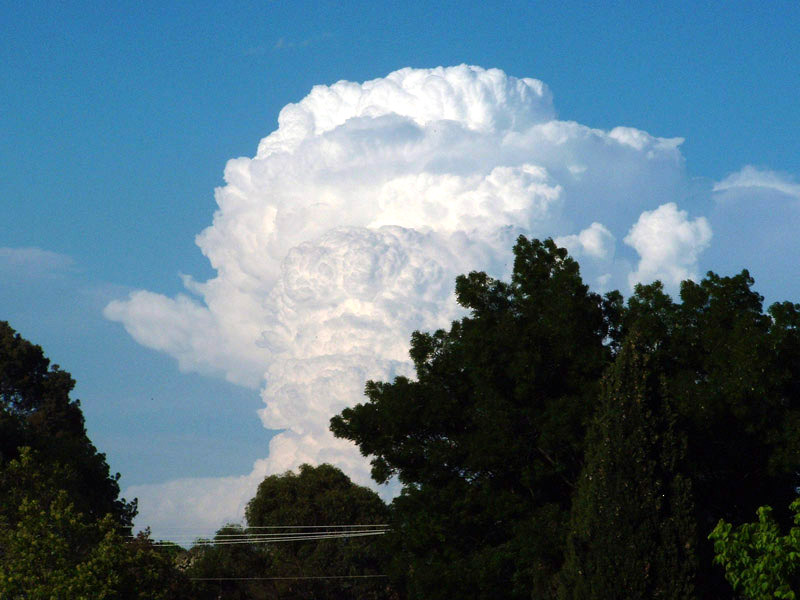
作品以積雨雲來作為隱藏著魔法學校的場景。

此影片中有多名曾在吉卜力創作人員來協助畫面上的製作，如稻村武志、山下明彥、安藤雅司等人。在作品完成時處理了約9萬3千多張的作畫數。
動畫的作畫指導由稻村武志擔任。當時西村義明為了不要讓觀眾覺得作品畫面風格有過時的感覺，有向他提出在繪製角色瞳孔時要比之前吉卜力作品略為加大的請求。在瞳孔的處理步驟方面，稻村武志也多補上一種色彩來強調出瞳孔的光源反射表現。在角色的前額部份儘量不把前髮劉海畫在眉毛上方，以節省耗於處理畫面處理的時間，另外透過減少繪製衣服上的皺摺，來呈現出角色的活力。
背景繪製部份是由DehoGallery所包辦，是間由西村義明另與隸屬多玩國的川上量生，以及Khara的庵野秀明三人一同成立之動畫美術工作室，並找來為多部吉卜力動畫擔任過美術指導的男鹿和雄與武重洋二來替該工作室擔任顧問協助。另因原作小說是以英國施洛普郡一帶為舞台的作品，製作班底有前往該地區來對背景進行考察，之後挑選了在過程裡所遇到的一些莊園大屋建物，以及返回至倫敦的路途上所見景色。
處理畫面的電腦軟體部份，過去吉卜力是使用由義大利Digital Video公司所開發的《Toonz》動畫製作軟體，此回改採用一般日本動畫公司使用的《RETAS》。因《RETAS》在畫面細緻上的表現能力程度僅達《Toonz》六成左右，讓多數來自於吉卜力的美術班底遇到了需設法讓處理結果能達到過去所做出畫面水準情況。最後有採用到由多玩國、吉卜力，與Digital Video三方合力將《Toonz》促成的開放原始碼版本《OpenToonz》。

### 配音
多位先前與米林宏昌合作過的演員有回鍋替此動畫配音，如曾在《回憶中的瑪妮》擔任小女孩「彩香」配音的杉咲花，此回負責了劇中女主角瑪麗的配音。西村義明表示當時與杉咲花合作時，她所給予人感受到的笑容，以及直接不另有居心的模樣，另他覺得符合瑪麗的形象便決定將對方作為配音人選。而對於杉咲花來說，主角瑪麗雖不是個靈光的女孩，但她會為了別人而努力奮鬥的模樣便是其魅力所在。過去有在《借物少女艾莉緹》配音的神木隆之介與大竹忍，此回各別飾演的角色在性質上與前次相同，是分別為十二歲少年與中年婦人的角色。
魔法大學的人物方面，天海祐希負責了故事裡女校長曼波楚克夫人的配音，其中西村義明認為天海祐希所擔任的乃劇中裡具有最多樣化情緒的角色，便有賴天海祐希的演出技巧能將其人物特質給表現出來。而在校園裡的科學家德依博士，則是老牌影星小日向文世首次在演藝生涯嘗試動畫配音的角色。

### 音樂和片尾曲
基於原著是以英國為舞台的作品，配樂創作者村松崇繼有使用愛爾蘭樂器錫口笛在伴奏裡頭來表現。其中為了表現出現實與魔法世界兩者之間不同的風貌，便藉著非洲的說話鼓、伊朗的桑圖爾，等其它多款異國民族樂器來呈現出。
在配樂風格的要求上，西村義行有向村松崇繼提出過想採用可以表現出「把現實與魔法世界兩者之間作牽連」如此氣氛的樂器，對於此需求村松崇繼認為可使用德西馬琴來解決。因在日本擅長德西馬琴的人選不多，之後另請了來自於美國北卡羅萊納州的樂手約書亞·梅西克（Joshua Messick）協助此樂器敲奏。其中約書亞剛好是米林宏昌所執導動畫《借物少女艾莉緹》的愛好者，便在巧合的因素下一同合作。
影片片尾曲《RAIN》是由四人組搖滾樂團SEKAI NO OWARI所提供。SEKAI NO OWARI表示著此曲目內容主要是將主角瑪麗內心情境比擬為天空的模樣來創作，而米林宏昌也肯定這是一首能在影片結尾時為觀眾內心帶來溫暖的曲子。

## 宣傳

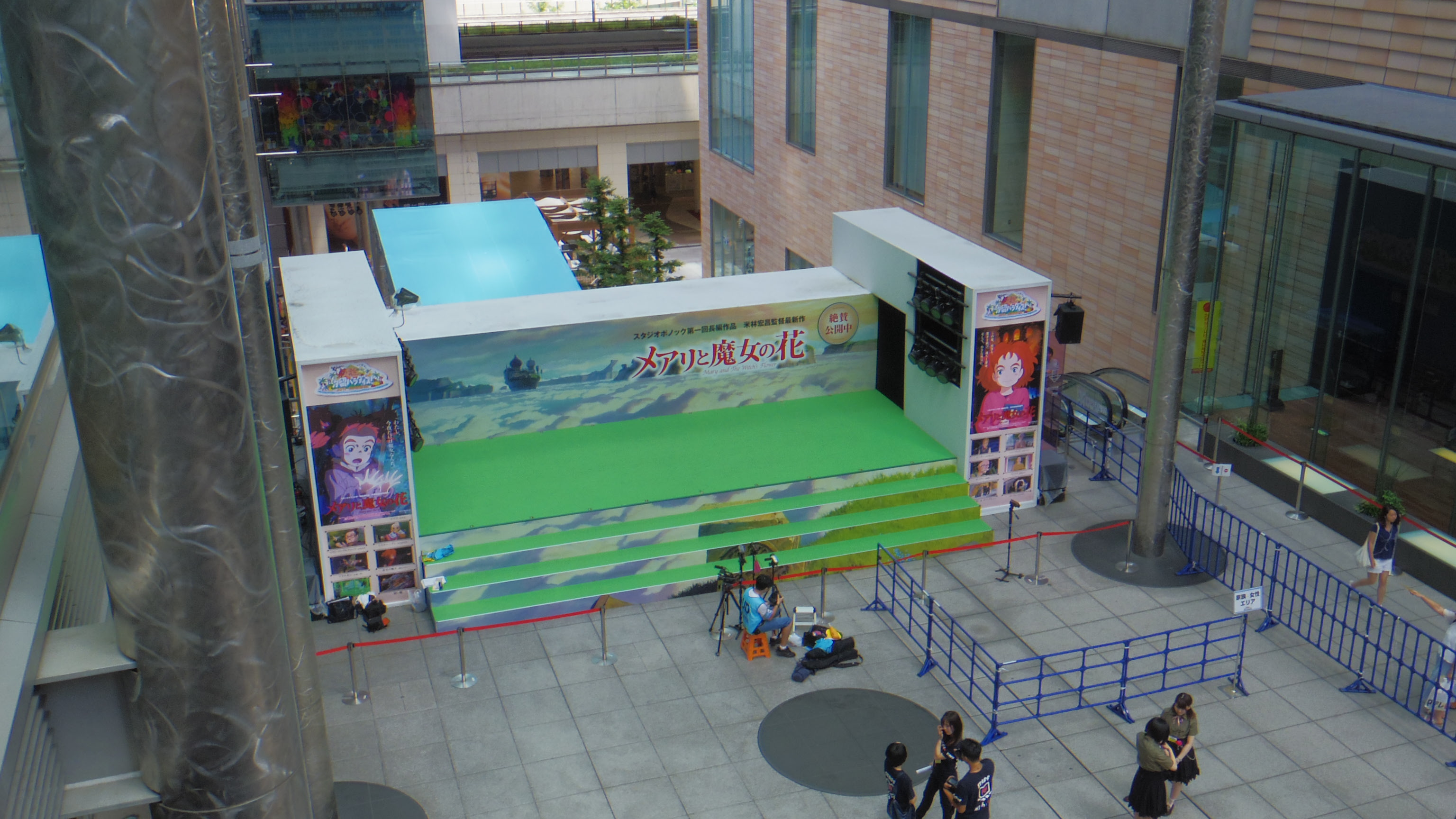
由日本電視台主辦的2017年「超☆汐留Paradise」活動中，《瑪麗與魔女之花》的宣傳會場。

作品使用的標語為「魔女，再臨。」。採用依據是基於過去吉卜力已有以魔女為題材製作的動畫《魔女宅急便》，讓日本當地多數人對於一般的魔女印象都是來自於該作品，便讓標語暗蔵著含有向《魔女宅急便》挑戰的意圖。
影片上映前的電視宣傳廣告部份，則有和贊助廠商森永乳業一同合作公開出內容為瑪麗品嚐森永乳業點心產品的數部廣告動畫。

## 上映
此影片在正式上映前，有先在6月期間於東京、大阪一帶舉行試映會。和米林宏昌執導的前兩部電影動畫相同，《瑪麗與魔女之花》也有在電影上映期間舉辦與作品相關的美術展覽。
票房上被寄望最後能達到50億日圓目標，要比米林宏昌前部作品《回憶中的瑪妮》票房35億多出約一半的成績。首映後在週末兩天內的票房成績約為4億2800萬，是當週票房排行僅次於《加勒比海盜 神鬼奇航：死無對證》的第2名。上映一個月後累積的票房則約30億左右，是當年日本暑假期間電影排行的第5名。最後在年度累積的票房為32.9億日圓，是2017年日本國產電影票房排行的第6名。
在日本海外上映方面，亞洲一帶是先在台灣於9月1日上映，在台所累積的票房約340多萬新臺幣。香港則是12月21日年末時間推出。中國大陸在2018年4月28日公開，成績約2000萬人民幣以上。北美部份為2018年1月18日在美國舉辦公開活動，隔天19日在美國573間戲院首映，首日票房成績則是120萬美元。歐洲部份除了有在法國、俄羅斯等地上映外，也是跟過去以往在俄羅斯上映的日本動畫相比當中，票房成績突出的作品。
展出活動上有列為第22屆釜山國際影展的參展影片，以及墨爾本2017年11月期間的動漫展Madman Anime Festival上所放映作品等等。

## 電視播映
《瑪麗與魔女之花》在電視上的首播，是於2018年8月31日在日本電視台的節目《週五ROAD SHOW！》上放送。當時是被挑選為該節目在夏季期間進行的特別系列「夏之超級動畫祭典」作品之一，並且是此系列的壓軸動畫。首播的收視率方面，則有得到10.3%的成績。
而在台灣，衛視電影台曾播出，2021年則是在衛視中文台播出，皆為雙語。

## 評價
| 媒體   | 累積評分 |
| ------ | -------- |
| IMDB   | 6.9 / 10 |
| 爛番茄 | 6.8 / 10 |
| MUBI   | 2.9/5    |

《西雅圖時報》認為此作品並未達到稱得上是傑作的程度，並且有結局來得突兀的問題，但整體來說有繼承到過去吉卜力在視覺上的表現。《洛杉磯時報》則肯定畫面上的繪製表現能讓人深入劇情裡的世界。《新報》部份讚賞著瑪麗在劇中惹人喜愛的表現，以及有將過去吉卜力的招牌─精緻的手繪畫面給呈現出來。
娛樂週刊《綜藝》表示米林宏昌在這部片裡將想像力給自由奔放發揮，能使人感受到Studio Ponoc工作室具備著潛在的實力。新聞網站The Verge則反應影片裡有許多和過去吉卜力作品似曾相識的元素與細節，對於較包容的吉卜力影迷來說這可以是一種致意手法；相對地較不寬容的影迷會認為這是缺乏新意的表現。動漫雙月刊《Otaku USA》認為米林宏昌在作品中雖然並不吝於刻畫角色特性，流暢的畫面搭著配村松崇繼所創作配樂也是影片裡表現很好的地方，但即使如此仍稱不上是一部傑作。其中影片工作室Studio Ponoc名稱含義裡雖然有代表著全新一天的開始，但《瑪麗與魔女之花》感覺是生根在過去吉卜力的輝煌，就像是再好的翻唱作品仍是翻唱。

## 音樂專輯

### 單曲
由SEKAI NO OWARI所演唱的電影片尾曲單曲CD，發行後有在Oricon公信榜取得週內銷售排行第2名的成績。

### 原聲帶
電影的原聲帶發行後有連續兩週擠進Oricon週內銷售排行榜名單裡，但最高銷售成績僅在第256名。
| 曲目                              | 創作/演唱                                                         |
| --------------------------------- | ----------------------------------------------------------------- |
| 1.瑪麗的主題曲（）                | 作曲：村松崇繼                                                    |
| 2.夜間飛行（）                    | 作曲：村松崇繼                                                    |
| 3.幫忙家事的瑪麗（）              | 作曲：村松崇繼                                                    |
| 4.引誘到森林（）                  | 作曲：村松崇繼                                                    |
| 5.魔女之花（）                    | 作曲：村松崇繼                                                    |
| 6.濃霧之森（）                    | 作曲：村松崇繼                                                    |
| 7.掃帚的吐氣（）                  | 作曲：村松崇繼                                                    |
| 8.初次飛行（）                    | 作曲：村松崇繼                                                    |
| 9.恩多星大學（）                  | 作曲：村松崇繼                                                    |
| 10.學校介紹（）                   | 作曲：村松崇繼                                                    |
| 11.魔法科學（）                   | 作曲：村松崇繼                                                    |
| 12.不可思議的花（）               | 作曲：村松崇繼                                                    |
| 13.被偷走的花（）                 | 作曲：村松崇繼                                                    |
| 14.這裡是我的家（）               | 作曲：村松崇繼                                                    |
| 15.冒牌魔女（）                   | 作曲：村松崇繼                                                    |
| 16.瑪麗的決心（）                 | 作曲：村松崇繼                                                    |
| 17.夜晚的恩多星大學（）           | 作曲：村松崇繼                                                    |
| 18.咒語的本質（）                 | 作曲：村松崇繼                                                    |
| 19.時間停止的家（）               | 作曲：村松崇繼                                                    |
| 20.夜間飛行2（）                  | 作曲：村松崇繼                                                    |
| 21.最後的力量（）                 | 作曲：村松崇繼                                                    |
| 22.一起回家吧（）                 | 作曲：村松崇繼                                                    |
| 23.魔法的彩虹（）                 | 作曲：村松崇繼                                                    |
| 24.RAIN                           | 詞：Saori、Fukase 曲：Nakajin、Saori、Fukase 演唱：SEKAI NO OWARI |
| 25.夜間飛行（德西馬琴演奏版）（） | 作曲：村松崇繼 演奏：約書亞·梅西克                                |
| 26.瑪麗的主題曲（鋼琴演奏版）（） | 作曲：村松崇繼 演奏：村松崇繼                                     |

## 外部連結
- 《瑪麗與魔女之花》作品官方網站 （页面存档备份，存于）（日語）
- 《瑪麗與魔女之花》的X（前Twitter）（日語）
- YouTube上的由東寶發佈《瑪麗與魔女之花》官方預告片（日語）
- 豆瓣电影上《瑪麗與魔女之花》的資料 （简体中文）